# Liacarus neonominatus
Liacarus neonominatus är en kvalsterart som beskrevs av Subías 2004. Liacarus neonominatus ingår i släktet Liacarus och familjen Liacaridae. Inga underarter finns listade i Catalogue of Life.